# Because of Love
Singles de Janet Jackson
Again
(1993) Any Time, Any Place
(1994)
Because of Love est une chanson d'amour écrite par Janet Jackson, James Harris III et Terry Lewis, et interprétée par Janet Jackson. C'est le quatrième single extrait de son album Janet. (1993). Un remix de cette chanson (Frankie Knuckles & David Morales Treat Mix) figure sur la compilation Janet. Remixed.
Janet Jackson a interprété cette chanson lors du Janet. Tour, ainsi que lors du concert à Taïwan de la tournée Number Ones: Up Close and Personal.

## Performance dans les charts
Because of Love est devenu le premier single solo de Jackson depuis The Pleasure Principle à ne pas entrer dans le top 5 aux États-Unis. La chanson a atteint la dixième place du Billboard Hot 100 et la sixième du Billboard Hot 100 Airplay. Ailleurs, elle n'a rencontré qu'un succès mitigé. Cette chanson est considérée comme l'un des derniers titres new jack swing à être bien classé dans les charts.

## Clip
Le clip a été réalisé par Beth McCarthy. Il est composé d'extraits de concerts promotionnels (à Londres; Leipzig, Saxe, New York, Paris et Sydney) et de répétitions pour le Janet. Tour à Hartford, dans le Connecticut. Le clip figure sur la réédition de l'album All for You, ainsi que sur le DVD From janet. to Damita Jo: The Videos.

## Supports
Maxi CD Pays-Bas (VSCDF 1488)
1. LP version – 4:14
2. Frankie & David Classic 12" – 7:49
3. D&D Extended Mix – 5:10

45 tours Royaume-Uni (VS1488)
1. LP version – 4:14
2. Frankie & David 7" – 3:33

Maxi 45 tours promo Royaume-Uni (VSTDJ 1488)
1. Frankie & David Classic 12" – 7:49
2. D&D Extended Mix – 5:10
3. Muggs 7" w/Bass Intro – 3:32
4. Frankie & David Treat Mix – 6:40
5. Frankie & David Trick Mix – 6:42

Maxi 45 tours Royaume-Uni (VST 1488)
1. Frankie & David Classic 12" – 7:49
2. Frankie & David Dub – 8:02
3. Frankie & David Trick Mix – 6:42
4. Frankie & David Treat Mix – 6:40
5. D&D Extended Mix – 5:10
6. Muggs 7" w/Bass Intro – 3:32

Maxi CD Royaume-Uni (VSCDG 1488)
1. LP version – 4:14
2. Frankie & David 7" – 3:33
3. Frankie & David Classic 12" – 7:49
4. Frankie & David Treat Mix – 6:40
5. D&D Bentley Radio Mix – 3:59
6. Muggs 7" w/Bass Intro – 3:32
7. D&D Slow Version – 5:08

Maxi 45 tours États-Unis (Y-38422)
1. Frankie & David Classic 12" – 7:49
2. Frankie & David Dub – 8:02
3. Frankie & David Trick Mix – 6:42
4. Frankie & David Treat Mix – 6:40
5. D&D Extended Mix – 5:10

CD promo États-Unis (DPRO-14111)
1. LP version – 4:14
2. Frankie & David 7" – 3:33
3. D&D Bentley Radio Mix – 3:59
4. Muggs 7" w/Bass Intro – 3:32
5. D&D Slow Version – 5:08
6. Frankie & David Dub – 8:02

Maxi CD États-Unis (V25H-38422)
1. LP version – 4:12
2. Frankie & David Classic 12" – 7:48
3. D&D Extended Mix – 5:08
4. Muggs 7" w/Bass Intro – 3:32
5. Frankie & David Dub – 8:02
6. D&D Slow Version – 4:30

## Versions officielles
- Album version – 4:20 (cette version se termine par le début de la chanson "Again")
- LP version – 4:14 (fondu plus rapide)
- Frankie & David 7" – 3:33
- Frankie & David Classic Edit – 4:12
- Frankie & David Classic 12" – 7:48
- Frankie & David Dub – 8:02
- Frankie & David Trick Mix – 6:42
- Frankie & David Treat Mix – 6:41
- D&D Extended Mix – 5:08
- D&D Bentley Radio Mix – 3:59
- D&D Slow Version – 4:31
- Muggs 7" with Bass Intro – 3:31
- Muggs Full Hip-Hop Mix – 4:03

## Classement
| Chart (1994)                               | Peak position |
| ------------------------------------------ | ------------- |
| Allemagne                                  | 72            |
| Australie                                  | 25            |
| Canada                                     | 10            |
| États-Unis Billboard Hot 100               | 10            |
| États-Unis Billboard Hot R&B/Hip-Hop Songs | 9             |
| États-Unis Billboard Hot Dance Club Play   | 4             |
| États-Unis Billboard Top 40 Mainstream     | 1             |
| Nouvelle-Zélande                           | 23            |
| Pays-Bas                                   | 39            |
| Royaume-Uni                                | 19            |

| Chart (1994)           | Position |
| ---------------------- | -------- |
| U.S. Billboard Hot 100 | 48       |